# Johannes Matthes
 Johannes Matthes (* 27. März 1798 in Nieder-Modau; † 17. Mai 1866 ebenda) war ein deutscher Politiker und Landwirt.

## Leben
Matthes wurde als Sohn des Gerichtsschöffen Johann Adam Matthes und dessen Gattin Anna Christina Matthes geb. Daum in Nieder-Modau geboren und heiratete in erster Ehe Anna Elisabetha Keller, die eine Tochter des Bürgermeisters Johannes Keller von Ober-Modau war und eine Enkelin der Anna Elisabeth Boßler. 
1809 heiratet Matthes Elisabeth Margarethe Bauer, die Tochter des Bäckermeisters und Gastwirts Johannes Bauer aus Reinheim.
Bereits vor 1849 war er Bürgermeister von Nieder-Modau. Johannes Matthes gehörte zudem dem 12. Landtag des Großherzogtums Hessen von 1849 bis 1850 an. Dort war er gewähltes Mitglied der 1. Kammer der Landstände des Großherzogtums Hessen für den Wahlbezirk 16 Groß-Bieberau/Fürth.